# Kispirit
Kispirit (vyslovováno [kišpirit]) je malá vesnička v Maďarsku v župě Veszprém, spadající pod okres Devecser. Nachází se asi 20 km severozápadně od Devecseru. V roce 2015 zde žilo 59 obyvatel. Dle údajů z roku 2011 tvoří 84,6 % obyvatelstva Maďaři, 1,3 % Romové a 1,3 % Němci, přičemž 15,4 % obyvatel se k národnosti nevyjádřilo. Název znamená "malý pyrit".
Sousedními vesnicemi jsou Csögle a Nagypirit.